# Trattato di Parigi (1626)
Il trattato di Parigi (1626) fu un accordo di pace tra il re Luigi XIII e gli ugonotti in seguito allo scoppio della seconda rivolta ugonotta e alla presa dell'isola di Ré . 
Il trattato di Parigi fu firmato tra la città di La Rochelle e Luigi XIII il 5 febbraio 1626, preservando la libertà religiosa ma imponendo alcune garanzie contro possibili sconvolgimenti futuri: a La Rochelle fu proibito di tenere una flotta di guerra e dovette distruggere un forte a Tasdon. Il controverso Fort Louis sotto il controllo reale vicino alla porta occidentale della città doveva essere distrutto "in tempi ragionevoli". 